# كأس إفريقيا للأندية البطلة 1971
كأس أفريقيا للأندية البطلة 1971 هي النسخة 7 من دوري أبطال أفريقيا .
توج نادي كانون ياوندي الكاميروني بالكأس على حساب أشانتي كوتوكو الغاني .

## الدور التمهيدي
| الفريق الأول           | إجم.         | الفريق الثاني        | مباراة الذهاب | مباراة الإياب |
| ---------------------- | ------------ | -------------------- | ------------- | ------------- |
| أبالوهيا يونايتد ‏      | 1–3          | جريت أولمبيكس        | 0–0           | 1–3           |
| المريخ                 | 2–2 (5–4 ج.) | تيلي إس سي أسمرة     | 2–1           | 0–1           |
| كانون ياوندي           | 9–4          | أس صوليداريتي        | 7–3           | 2–1           |
| أسي دياراف             | 3–4          | ستاد مالين           | 3–0           | 0–4           |
| الترجي الرياضي التونسي | 1–0          | الأهلي بنغازي        | 0–0           | 1–0           |
| ماسيرو يونايتد ‏        | 3–5          | مم تاماتافي          | 1–2           | 2–3           |
| أس بورتو نوفو ‏         | 0–3          | فيتوريا كلوب موكاندا | 0–1           | 0–2           |
| نادي سكتور 6 ‏          | 1–2          | إينوغو رينجرز        | 1–1           | 0–1           |
| يانغ أفريكانز          | 2–0          | لفوري بوبليتشي       | 2–0           | 0–0           |